# Matti Mäkinen
Matti Mäkinen, född den 18 januari 1947 i Pemar, är en finländsk orienterare som blev nordisk mästare i stafett 1969 och tog silver i stafett vid VM 1976.